# Phaenocarpa vulcanica
Phaenocarpa vulcanica är en stekelart som beskrevs av Sergey A. Belokobylskij 1998. Phaenocarpa vulcanica ingår i släktet Phaenocarpa och familjen bracksteklar. Inga underarter finns listade.